# The Ugly Stepsister
The Ugly Stepsister (Originaltitel: Den stygge stesøsteren) ist ein Body-Horror-Drama und das Spielfilmdebüt von Emilie Blichfeldt. Der Film nach Aschenputtel-Motiven mit Lea Myren, Thea Sofie Loch Næss, Ane Dahl Torp, Flo Fagerli, Isac Calmroth und Malte Gårdinger in den Hauptrollen feierte Ende Januar 2025 beim Sundance Film Festival seine Premiere. Die Veröffentlichung in Deutschland fand einen Monat später im Rahmen der Internationalen Filmfestspiele Berlin statt. Anfang Juni 2025 kam der Film in die deutschen Kinos.

## Handlung
Im Königreich Zoomania kämpft Elvira darum, mit ihrer unglaublich schönen Stiefschwester Agnes zu konkurrieren. Nachdem Elviras Mutter Rebekka und Agnes' Vater Otto geheiratet hatten, kamen die beiden jungen Frauen anfangs gut miteinander aus, doch nach Ottos Tod ist alles anders. Rebekka muss feststellen, dass ihr neuer Mann ihr kein Geld hinterlassen hat: Die Bank beschlagnahmt das Vermögen der Familie. Elvira tut alles, um die Aufmerksamkeit des Prinzen zu erregen, dem begehrtesten Junggesellen des Königreichs, der alle in Frage kommenden jungen Damen der Region zu einem Ball eingeladen hat, auf dem er seine Braut auswählen möchte.
Elvira hat weder einen Titel noch das Aussehen, das dem Prinzen den Kopf verdrehen würde, und so beginnt ihre Mutter Rebekka mit der Umgestaltung ihrer Tochter. Sie beauftragt den Quacksalber und Schönheitschirurgen Dr. Esthétique, die Zähne, Nase und Augen ihrer Tochter zu korrigieren. Er reißt Elviras Zahnspange heraus und nimmt einen Meißel, um ihr Nasenbein zu zertrümmern und neu zu richten. Auch näht er ein Paar falsche Wimpern auf ihre Augenlider. Elvira, deren Appetit auf Gebäck ihr eine birnenförmige Figur beschert hat, macht sich Sorgen um ihr Gewicht und nimmt den fragwürdigen Rat ihrer Mentorin an, einen Bandwurm zu sich zu nehmen.

## Produktion

### Regie und Drehbuch
„Eine Frau zu sein, ist eine sehr körperliche Erfahrung. Obwohl wir in der westlichen Welt größtenteils emanzipiert sind, wurzeln die kulturellen Erwartungen immer noch in der jahrtausendealten Geschichte, ein Objekt zu sein. Ich denke, deshalb fühlen wir uns so von Body-Horror angezogen. Er eignet sich hervorragend für Metaphern oder einfach, um zu zeigen, wie es sich anfühlen kann, die weibliche körperliche Erfahrung zu leben.“

Regie führte Emilie Blichfeldt, die auch das Drehbuch schrieb. Es handelt sich bei The Ugly Stepsister nach vier Kurzfilmen um Blichfeldts ersten Langfilm. Sie arbeitete bereits in ihren Kurzfilmen an weiblichen Charakteren, die mit ihrem Körper zu kämpfen haben. „Ich bin immer noch sehr daran interessiert, verschiedene Arten von Frauen auf der Leinwand zu zeigen und die gefühlsmäßige Erfahrung widerzuspiegeln, als Frau einen Körper zu haben“, so Blichfeldt. In Vorbereitung auf The Ugly Stepsister betrieb die Regisseurin Recherchen zu medizinischen Verfahren des 18. Jahrhunderts.
Blichfeldt wurde von David Cronenbergs Herangehensweise an das Genre inspiriert, bei dem körperliche Transformationen als Metaphern für die Fehler, Dilemmata und inneren Ängste der Figuren oder sogar als politischer Kommentar dienen. Die Geschichte bedient sich auch an dem Märchen von Aschenputtel, insbesondere in der Version der Brüder Grimm, in der die Stiefschwestern ihre Füße verstümmeln, um in den Schuh zu passen. Blichfeldt nutzte aber auch Elemente der zahllosen anderen Variationen des Märchens, die es in anderen Ländern gibt. Die darin vorkommenden Motive und Themen bezeichnet die Regisseurin als zeitlos. Sie seien in kulturellen Traditionen verwurzelt, die unsere Ansichten über Schönheit und Identität bis heute prägen.
Bei der Ästhetik des Films lehnte sich Blichfeldt stark an das osteuropäische Märchenkino der 1960er und 1970er Jahre an, das für seinen düsteren Realismus, seine gotischen Kulissen, seine Spezialeffekte und sein natürliches Licht bekannt ist.

### Besetzung und Synchronisation
Die Nachwuchsschauspielerin Lea Myren spielt in der Titelrolle die „hässliche Stiefschwester“ Elvira. Ane Dahl Torp spielt Elviras grausame Mutter und Adam Lundgren den mit der Umgestaltung ihrer Tochter beauftragten Quacksalber und Schönheitschirurgen Dr. Esthétique. Cecilia Forss spielt Elviras Mentorin Sophie von Kronenberg. Flo Fagerli spielt Elviras jüngere Schwester Alma. In weiteren Rollen sind Thea Sofie Loch Næss als die „hübsche Schwester“ Agnes, Ralph Carlsoon als deren Vater Otto und der Schwede Isac Calmroth als Prince Julian zu sehen. Das Casting übernahmen Luise Nes, Milosz Sawicki und Catrin Wideryd.
Die deutsche Synchronisation entstand nach einem Dialogbuch von Daniel Johannes und der Dialogregie von Heinz Burghardt im Auftrag der Think Global Media GmbH in Düsseldorf.
| Darsteller           | Synchronsprecher  | Rolle                  |
| -------------------- | ----------------- | ---------------------- |
| Lea Myren            | Alice Bauer       | Elvira                 |
| Ane Dahl Torp        | Katrin Zimmermann | Rebekka                |
| Thea Sofie Loch Næss | Lea Kalbhenn      | Agnes                  |
| Flo Fagerli          | Clara Drews       | Alma                   |
| Staffan Kolhammar    | Ulrich Blöcher    | Bote                   |
| Albin Weidenbladh    | Lars Cording      | der Allesfresser       |
| Isac Aspberg         | David Brizzi      | der Feinschmecker      |
| Adam Lundgren        | Nicolas Böll      | Dr. Esthétique         |
| Willy Ramnek Petri   | Michael Gugel     | Frederik von Bluckfish |
| Richard Forsgren     | Romanus Fuhrmann  | Hofmeister             |
| Kyrre Hellum         | Ulrich Blöcher    | Jan                    |
| Katarzyna Herman     | Heide Domanowski  | Madame Vanja           |
| Ralph Carlsson       | Axel Lutter       | Otto                   |
| Isac Calmroth        | Konrad Bösherz    | Prinz Julian           |
| Cecilia Forss        | Melanie Hinze     | Sophie von Kronenberg  |

### Kostüme und Dreharbeiten

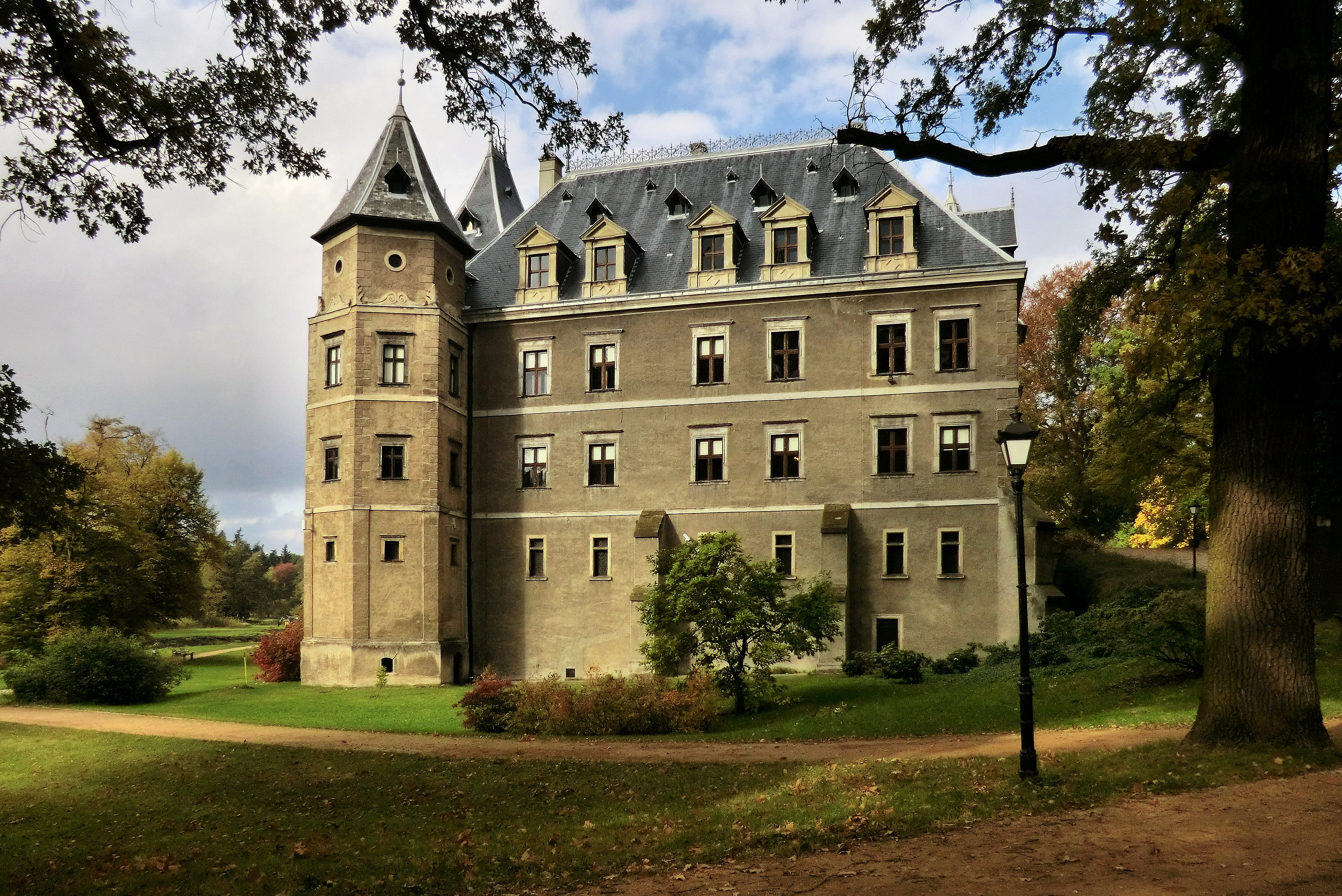
Der Hauptdrehort Schloss Gołuchów in Polen

Die Kostüme entwarf Manon Rasmussen, die für die Filme von Lars von Trier tätig war. Die selbst an Mode interessierte Regisseurin hatte schon früh umfangreiche Recherchen durchgeführt und Silhouetten, Epochen und Details definiert, die mit der Vision des Films übereinstimmten. Sie wurde von der Modeikone Lady Amanda Harlech beraten.
Die Dreharbeiten fanden zwischen Januar und Dezember 2020 in Polen statt, größtenteils auf Schloss Gołuchów, wo in den 1950er und 1960er Jahren Künstler aus der Gegend die von den Nationalsozialisten gestohlenen handgemalten Tapeten nachgebildet hatten. Die Ruine eines Zisterzienserklosters in der Nähe des polnischen Dorfes Lubiaz diente dem Ballsaal des Prinzen als Kulisse. Kameramann Marcel Zyskind war zuletzt für Filme wie Falling und The Dead Don’t Hurt von Viggo Mortensen, As in Heaven von Tea Lindeburg und Dalíland von Mary Harron tätig.

### Filmmusik und Veröffentlichung
Die Filmmusik komponierten die norwegische Songwriterin Vilde Tuv und der norwegische Singer-Songwriter Kaada. Bereits Tuvs Album Melting Songs habe das Romantische im Film perfekt eingefangen, so die Regisseurin. Mitte März 2025 veröffentlichte Poesy drei im Film verwendete Musikstücke im Extended Play.
Die Weltpremiere des Films fand am 23. Januar 2025 beim Sundance Film Festival statt. Einen Monat später wurde The Ugly Stepsister im Programm der Internationalen Filmfestspiele Berlin gezeigt, wo das Werk in die Sektion Panorama aufgenommen wurde. Anfang April 2025 wurde der Film beim Overlook Film Festival gezeigt. Am 18. April 2025 kam er in ausgewählte US-Kinos. Im April 2025 wurde er beim Brussels International Fantastic Film Festival gezeigt. Ende April, Anfang Mai 2025 wurde er bei Crossing Europe gezeigt. Im Mai 2025 wurde er auch bei den Fantasy Filmfest Nights vorgestellt. Der Kinostart in Deutschland war am 5. Juni 2025. Im Juli 2025 wird The Ugly Stepsister beim Neuchâtel International Fantastic Film Festival gezeigt.

## Rezeption

### Altersfreigabe und Kritiken
In Deutschland wurde der Film von der FSK ab 16 Jahren freigegeben. In der Freigabebegründung heißt es, der Film enthalte eine Vielzahl an Ekelbildern und blutigen körperlichen Veränderungen, die bis zur Selbstverstümmelung reichten. Auch gebe es mehrere deutlich bebilderte Sexszenen. All diese Situationen und Darstellungen würden jedoch im Rahmen einer betont stilisierten Inszenierung stattfinden, sodass es Jugendlichen ab 16 Jahren leicht falle, eine emotionale Distanz zu wahren. Auch die skurril gezeichneten Figuren und das lebensferne Drumherum erleichterten eine Distanzierung.

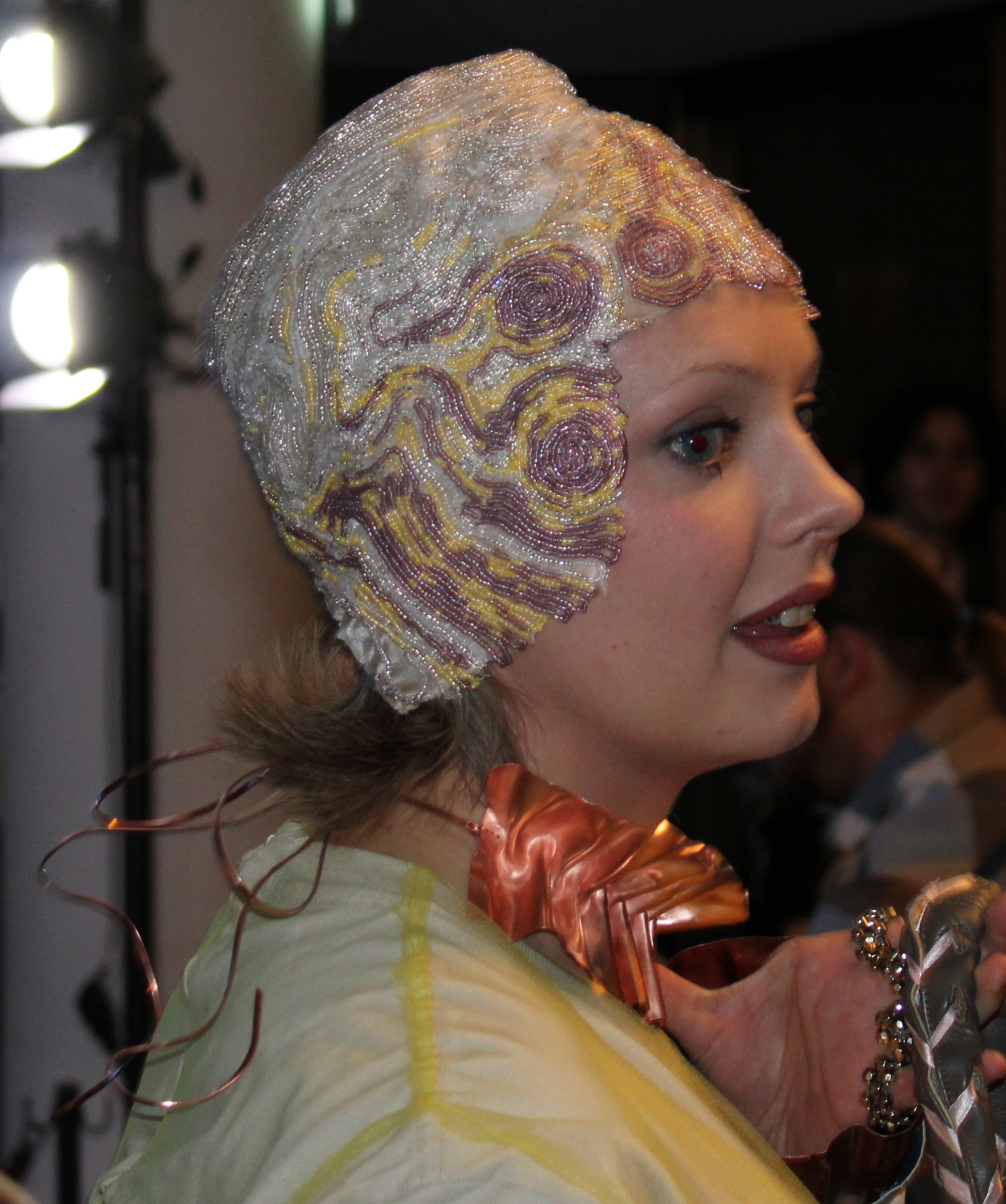
Lea Myren spielt in der Titelrolle die „hässliche Stiefschwester“ Elvira

Von den bei Rotten Tomatoes aufgeführten Kritiken sind 95 Prozent positiv. Bei Metacritic erhielt der Film einen Metascore von 70 von 100 möglichen Punkten.
Peter Debruge schreibt in seiner Kritik für Variety, die Verbesserung des Selbstbildes von Elvira scheine genauso zermürbend wie der Körperhorror, der in The Substance dargestellt wird, und die Überzeugung „Schönheit ist Schmerz“ werde in The Ugly Stepsister wie eine Art Mantra zelebriert. Es werde jedoch deutlich, dass Regisseurin Blichfeldt mit den Mädchen mitfühlt, die sadistischen Operationen unterzogen werden. Sie habe es ganz darauf angelegt, dass das Publikum erschaudert, obwohl einige der grausameren Momente des Films so übertrieben sind, dass man sich das Lachen nicht verkneifen könne.
Lida Bach schreibt in ihrer Kritik für moviebreak.de, in dem als Kontrast zur verzuckerten Disney-Version angelegten Schauerszenario versinnbildlichten Verwesung und Verrotten den ethischen Verfall einer Gesellschaft, die Außenseiter dazu manipuliere, sich ins eigene Fleisch zu schneiden. In der grandios ausgestatteten Inszenierung werde gekonnt eine Mischung aus Sadismus, Sexismus und Schaulust vorgeführt. Ein geschliffenes Schauspiel und ein an Klassiker wie Drei Haselnüsse für Aschenbrödel und Cinderella erinnerndes Setting machten das subversive Spielfilmdebüt zum makabren Meisterstück.

### Auszeichnungen
Amanda 2025
- Nominierung für das Beste Drehbuch (Emilie Blichfeldt)
- Nominierung als Beste Nebendarstellerin (Ane Dahl Torp)
- Auszeichnung als Bester Newcomer  (Lea Myren)
- Nominierung für die Besten visuellen Effekte
- Auszeichnung für das Beste Make-Up (Anne Cathrine Sauerberg und Thomas Foldberg)
- Nominierung für die Besten Kostüme (Manon Rasmussen)[19]

Brussels International Fantastic Film Festival 2025
- Auszeichnung mit dem Silbernen Raben (Emilie Blichfeldt)
- Auszeichnung mit dem Publikumspreis (Emilie Blichfeldt)[20]

Fangoria Chainsaw Awards 2025
- Nominierung als Best Wide-Release Film
- Nominierung als Bester internationaler Film
- Nominierung als Bester Debütfilm
- Nominierung für die Beste Hauptrolle (Lea Myren)
- Nominierung für die Besten Kostüme (Manon Rasmussen)[21]

Neuchâtel International Fantastic Film Festival 2025
- Auszeichnung mit dem Silver Méliès Award for Best European Fantastic Feature Film (Emilie Blichfeldt)[22]

Overlook Film Festival 2025
- Auszeichnung mit dem Publikumspreis[23]